# Exireuil
Exireuil ist eine französische Gemeinde mit 1.562 Einwohnern (Stand: 1. Januar 2022) im Deux-Sèvres in der Region Nouvelle-Aquitaine. Sie gehört zum Arrondissement Niort und zum Kanton Saint-Maixent-l’École. Die Einwohner werden Exirois genannt.

## Geographie
Exireuil liegt etwa 24 Kilometer nordöstlich von Niort. Im Westen fließt der Chambon, im Osten der Puits d’Enfer und im Norden der Trois Moulins. Umgeben wird Exireuil von den Nachbargemeinden Clavé im Nordwesten und Norden, Les Châteliers im Norden und Nordosten, Fomperron im Nordosten und Osten, Nanteuil im Südosten und Süden, Saint-Maixent-l’École im Süden und Südwesten, Saivres im Südwesten und Westen sowie Saint-Georges-de-Noisné im Westen.

## Bevölkerungsentwicklung
| Jahr                       | 1962 | 1968 | 1975 | 1982 | 1990 | 1999 | 2006 | 2019 |
| Einwohner                  | 803  | 709  | 715  | 891  | 956  | 1093 | 1436 | 1578 |
| Quellen: Cassini und INSEE |      |      |      |      |      |      |      |      |

## Sehenswürdigkeiten
- Kirche, Ende des 19. Jahrhunderts erbaut

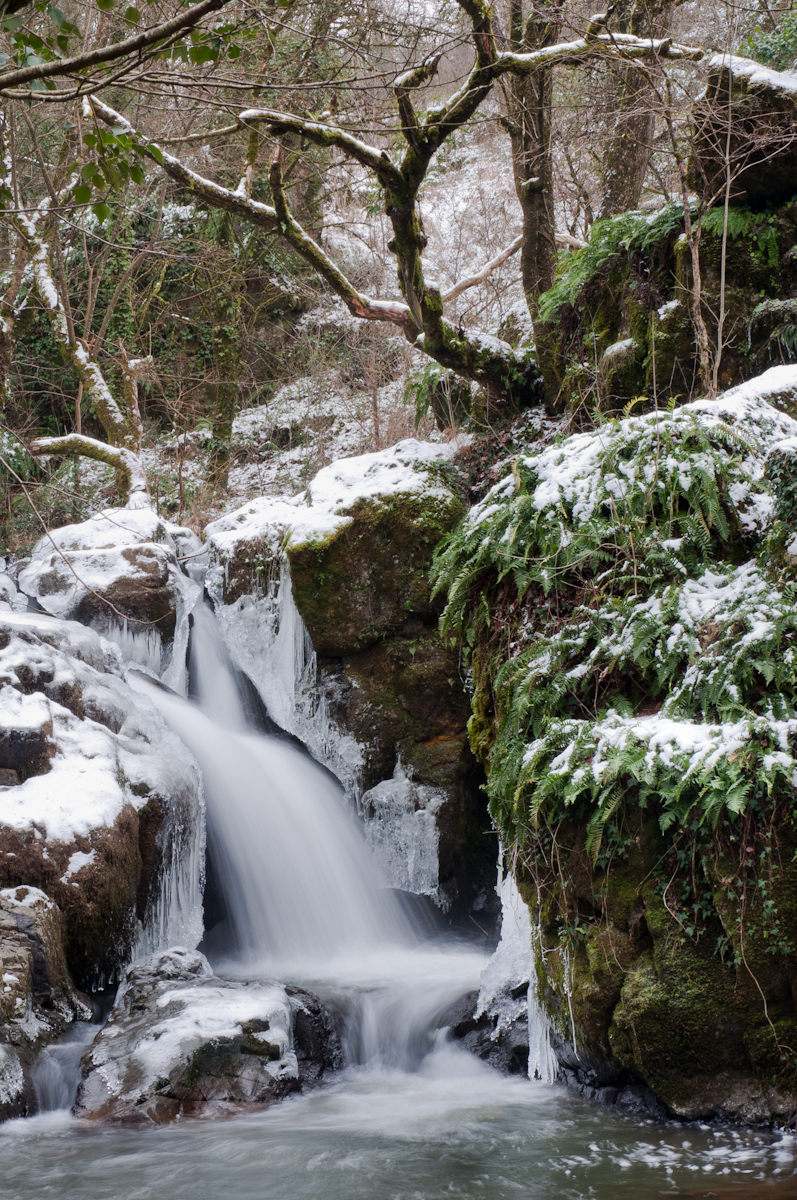
Puits d’Enfer

- Stauanlagen
- Kaskade Puits d’Enfer